# Erik Hamrén
Erik Anders Hamrén (nascut el 27 de juny de 1957 a Ljusdal, Suècia) és un exfutbolista professional i actual entrenador de futbol suec. Entre 2009 i 2016 va entrenar la selecció sueca de futbol. Va jugar a l'equip local del Ljusdal IF abans de començar la seva carrera com a entrenador.

## Palmarès

### Club
AIK com a entrenador
- Svenska Cupen: 1995-1996, 1996-1997

Örgryte IS com a entrenador
- Svenska Cupen: 1999-2000

AaB Fodbold com a entrenador
- Superlliga danesa: 2007-08

Rosenborg BK com a entrenador
- Lliga noruega: 2009, 2010

### Individual
- Entrenador de futbol de l'any a Dinamarca: 2008[1]
- Entrenador de futbol de l'any a Noruega: 2009[2]